# Notre-Dame de Paris (roman)
Notre-Dame de Paris (cunoscut și sub titlul Cocoșatul de la Notre-Dame) este un roman al scriitorului francez Victor Hugo, publicat in 1831. Titlul se referă la Catedrala Notre-Dame din Paris, locul de desfășurare a acțiunii romanului.
Notre-Dame de Paris a fost descris ca fiind un text cheie al literaturii franceze, fiind adaptat pentru film de peste o duzină de ori, pe lângă numeroasele adaptări pentru televiziune și teatru. Romanul a încercat să conserve valorile culturii franceze într-o perioadă de mari schimbări, care a dus la distrugerea multor structuri gotice franceze. Romanul a făcut din Notre-Dame de Paris o emblemă națională și a servit drept catalizator pentru un interes reînnoit în restaurarea stilului gotic.

## Personaje principale
- Quasimodo, clopotarul diform al catedralei
- Esmeralda, o dansatoare țigancă, în vârstă de 16 ani. Este însoțită de capra sa, Djali.
- Claude Frollo, arhidiaconul catedralei
- Pierre Gringoire, un tânăr poet
- Phoebus de Châteaupers, căpitanul arcașilor regelui Ludovic al XI-lea

## Rezumat

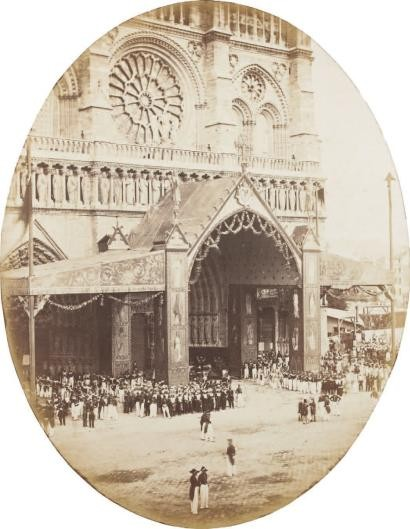
Catedrala Notre-Dame de Paris în 1856

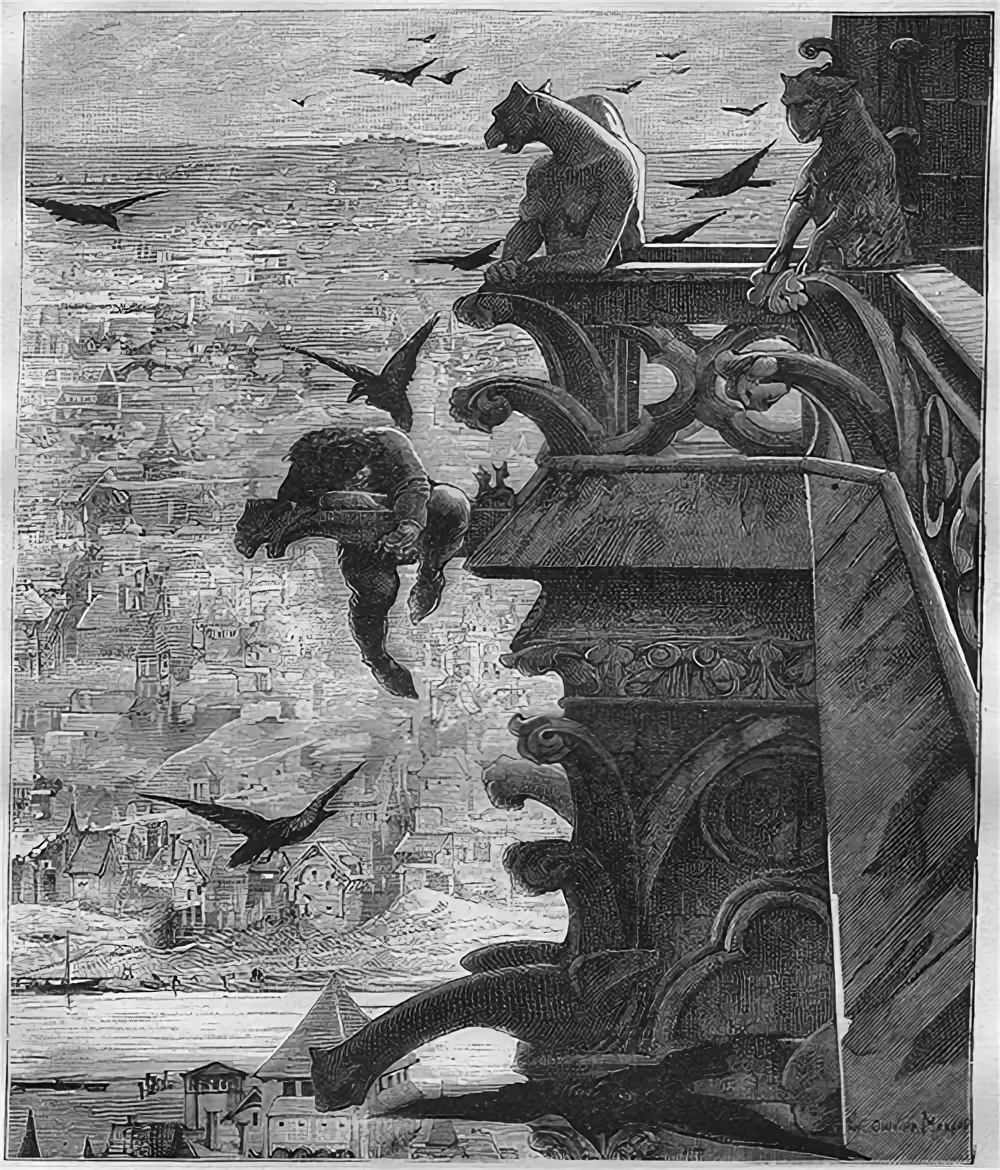
Cocoșatul și garguiele de la Notre-Dame, desen din 1881

Povestea se petrece la Paris în 1482, în timpul domniei lui Ludovic al XI-lea. Esmeralda, o frumoasă dansatoare țigancă în vârstă de 16 ani, reprezintă interesul romantic și sexual al mai multor bărbați, printre care căpitanul Phoebus de Chateaupers, poetul Pierre Gringoire, clopotarul cocoșat al catedralei, Quasimodo, și gardianul său, arhidiaconul Claude Frollo. Frollo este sfâșiat între dorința obsesivă pentru Esmeralda și regulile catedralei Notre Dame. El îi ordonă lui Quasimodo să o răpească, dar Quasimodo este capturat de Phoebus și gărzile sale. După ce acesta o salvează, Esmeralda devine îndrăgostită de Phoebus. Gringoire, care a încercat să o ajute pe Esmeralda, dar a fost doborât de Quasimodo, se rătăcește fără să vrea în „Curtea Miracolelor”, populată de țigani și de trubaduri. Aceștia sunt pe punctul de a-l spânzura, dar Esmeralda îl salvează acceptând să se căsătorească cu el timp de patru ani.
A doua zi, Quasimodo este condamnat să fie biciuit și pus la stâlp timp de două ore, urmate de încă o oră de expunere publică. El cere apă. Esmeralda, văzându-l, se apropie și îi oferă un pahar de apă. Ea îl salvează și îi răpește inima.

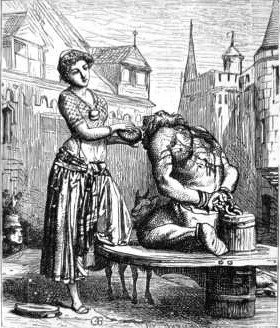
Esmeralda și Quasimodo, ilustrație de Gustave Brion

Mai târziu, Frollo îl urmează pe Phoebus la un han unde intenționează să o întâlnească pe Esmeralda și privește cum căpitanul o seduce pe fată. Inflamat de gelozie, Frollo îl înjunghie pe Phoebus. Esmeralda este arestată și acuzată atât de tentativă de omor asupra lui Phoebus, cât și de vrăjitorie, și este condamnată la moarte prin spânzurare. În timp ce este întemnițată, în așteptarea execuției, Esmeralda este vizitată de Frollo. Arhidiaconul îi mărturisește dragostea sa pentru ea și îi promite că o va ajuta să evadeze dacă ea îi va răspunde la fel. Cu toate acestea, recunoscându-l ca fiind adevăratul atacator al lui Phoebus, ea îl respinge cu furie. În timp ce Esmeralda este condusă la spânzurătoare, Quasimodo se coboară de pe Notre-Dame și o duce în catedrală, protejând-o temporar - în virtutea legii sanctuarului - de arestare.
Mai târziu, Frollo îl informează pe Gringoire că Curtea Parlamentului a votat pentru a-i retrage Esmeraldei dreptul la sanctuar, astfel încât aceasta nu mai poate căuta adăpost în catedrală și va fi dusă pentru a fi executată. Clopin Trouillefou, liderul țiganilor, află vestea de la Gringoire și mobilizează Curtea Miracolelor pentru a ataca Notre-Dame și a o salva pe Esmeralda.
Când Quasimodo îi vede pe țigani, presupune că sunt acolo pentru a-i face rău Esmeraldei, așa că îi alungă. În timp ce Quasimodo apără catedrala împotriva invadatorilor, zarva ajunge la rege, care este informat în mod eronat că cei care atacă catedrala sunt dornici să o spânzure pe Esmeralda, în loc să încerce să o salveze. Regele ordonă autorităților să îi expedieze pe invadatori și cere executarea imediată a Esmeraldei pentru a aplana tulburările. În haosul creat, Esmeralda este luată din catedrală de Frollo și Gringoire.
Frollo încearcă din nou să cucerească dragostea Esmeraldei, dar fata afirmă că preferă să moară decât să fie cu el. Frollo o trădează pe Esmeralda; se duce să alerteze autoritățile și o prinde în capcană cu sora Gudule, o femeie retrasă care îi urăște extrem de mult pe țigani, deoarece crede că aceștia i-au mâncat fiica cea mică. Cu toate acestea, se descoperă că Gudule este de fapt mama naturală a Esmeraldei și că Esmeralda este fiica pierdută de mult timp a lui Gudule, Agnes, răpită și crescută de țigani. Reuniunea fericită a celor două femei este întreruptă când oamenii regelui sosesc pentru a o duce pe Esmeralda la spânzurătoare. Gudule, disperată, se agață de Esmeralda chiar și atunci când aceasta este dusă la locul execuției. Gărzile o trag pe bătrână de pe fiica ei, iar aceasta cade pe trotuar și moare din cauza impactului.
Din turnul Notre-Dame, Frollo și Quasimodo asistă la spânzurarea Esmeraldei. Frollo râde triumfător de moartea Esmeraldei; observând acest lucru, Quasimodo îl împinge pe Arhidiacon de la înălțimea catedralei spre moarte. Neavând pentru ce să mai trăiască, Quasimodo dispare și nu mai este văzut niciodată.
În epilog, scheletul diform al lui Quasimodo este găsit mulți ani mai târziu îmbrățișând un alt schelet, în casa mormintelor, o groapă comună în care erau aruncate fără discernământ cadavrele celor nevoiași și ale criminalilor, ceea ce sugerează că Quasimodo a căutat-o pe Esmeralda printre cadavrele în descompunere și s-a întins lângă ea, lăsându-se să moară încet în timp ce o ținea în brațe. În timp ce gărzile încearcă să despartă scheletele, scheletul său se face praf.

## Literatură
- Hugo, Victor, Notre-Dame de Paris 2 vol., tradus de Gellu Naum, București, 1970: Editura Minerva, Colecția bpt, p. 302; 357;

## Ecranizări
- 1923 Cocoșatul de la Notre-Dame, regia Wallace Worsley
- 1939 Cocoșatul de la Notre Dame (The Hunchback of Notre Dame), regia William Dieterle
- 1956 Notre Dame de Paris, regia Jean Delannoy
- 1996 Cocoșatul de la Notre-Dame, film Disney
- 1997 The Hunchback, regia Peter Medak, cu Salma Hayek și Mandy Patinkin